# Fresnoy-en-Thelle
Fresnoy-en-Thelle est une commune française située dans le département de l'Oise, en région Hauts-de-France.

## Géographie

### Description

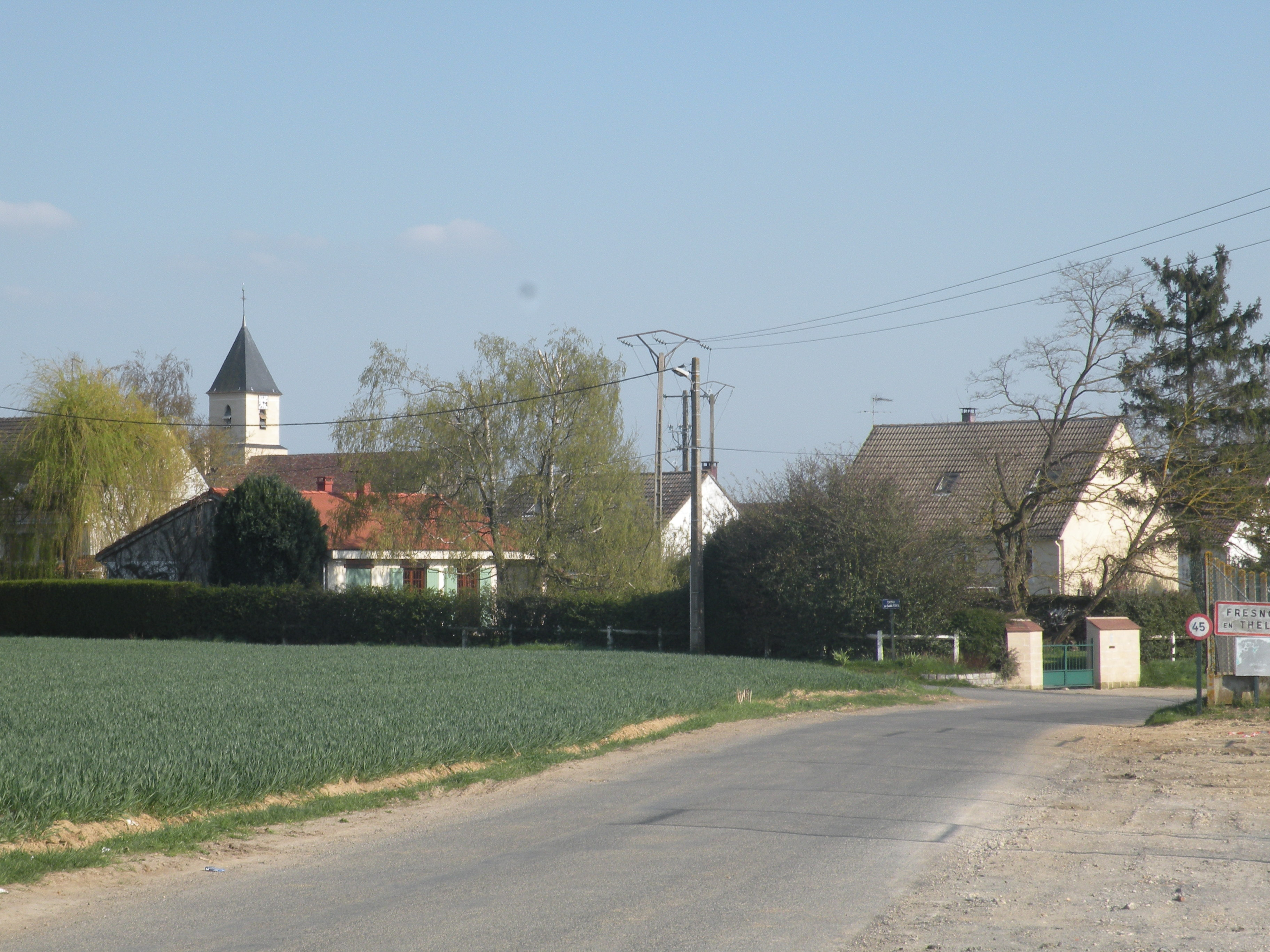
Vue du village.

Fresnoy-en-Thelle, comme son nom le suggère, est un bourg périurbain du Pays de Thelle, un vaste plateau incliné vers le sud-ouest et délimité au nord par le Pays de Bray et au sud par la cuesta d'Île-de-France au-delà de laquelle s'étend le Vexin Français. Le Pays de Thelle se caractérise par de grandes plaines agricoles entaillées de vallées sèches ou actives plus ou moins profondes et parfois ponctuées de buttes sableuses.
Le territoire de Fresnoy-en-Thelle est caractérisé par le plateau interrompu par deux réseaux de vallées sèches (Vallée Margot, Fond du Caillouet et Les Grouettes), les unes  dans la pointe nord et les secondes  dans la partie est du territoire communal. Son point le plus haut, à l'altitude 111 m., est situé au cœur du plateau agricole, en limite avec Neuilly-en-Thelle, et le point le plus bas à l'altitude 72 m. à la vallée sèche dénommée vallée Margot.
Louis Graves indiquait en 1842 que « Le territoire, de moyenne étendue, à circonscription rendue irrégulière par divers prolongemens vers Morangle, Neuilly et Bornel, constitue une plaine sèche, découverte, donnant naissance des ravins qui tendent à l'ouest vers la vallée de Lesche, et au sud vers celle de l'Oise.
Le chef-lieu qui touche à la limite de Neuilly-en-Thelle est formé de trois rues sinueuses dont le parcours est coupé par quelques mares suppléant à l'absence d'eau do source ».

### Communes limitrophes
Le territoire communal est bordé par 7 communes : Neuilly-en-Thelle, Mesnil-en-Thelle, Puiseux-le-Hauberger, Morangles, Belle-Église, Bornel et Chambly
| Puiseux-le-Hauberger |                   | Neuilly-en-Thelle   |
| Bornel Belle-Église  | Fresnoy-en-Thelle | Morangles           |
| Chambly              |                   | Le Mesnil-en-Thelle |

### Hydrographie
La commune est située dans le bassin Seine-Normandie. Elle n'est drainée par aucun cours d'eau,.
Les eaux de pluie se dirigent pour la plupart vers l'Osse en passant par Chambly et Le Mesnil-en-Thelle. Toutefois, la Vallée Margot draine les eaux vers le ruisseau de la Gobette, un affluent de l'Esches, qui rejoint l'Oise à Persan.
Le village compte un puits qui atteint la nappe phréatique à 45 m.

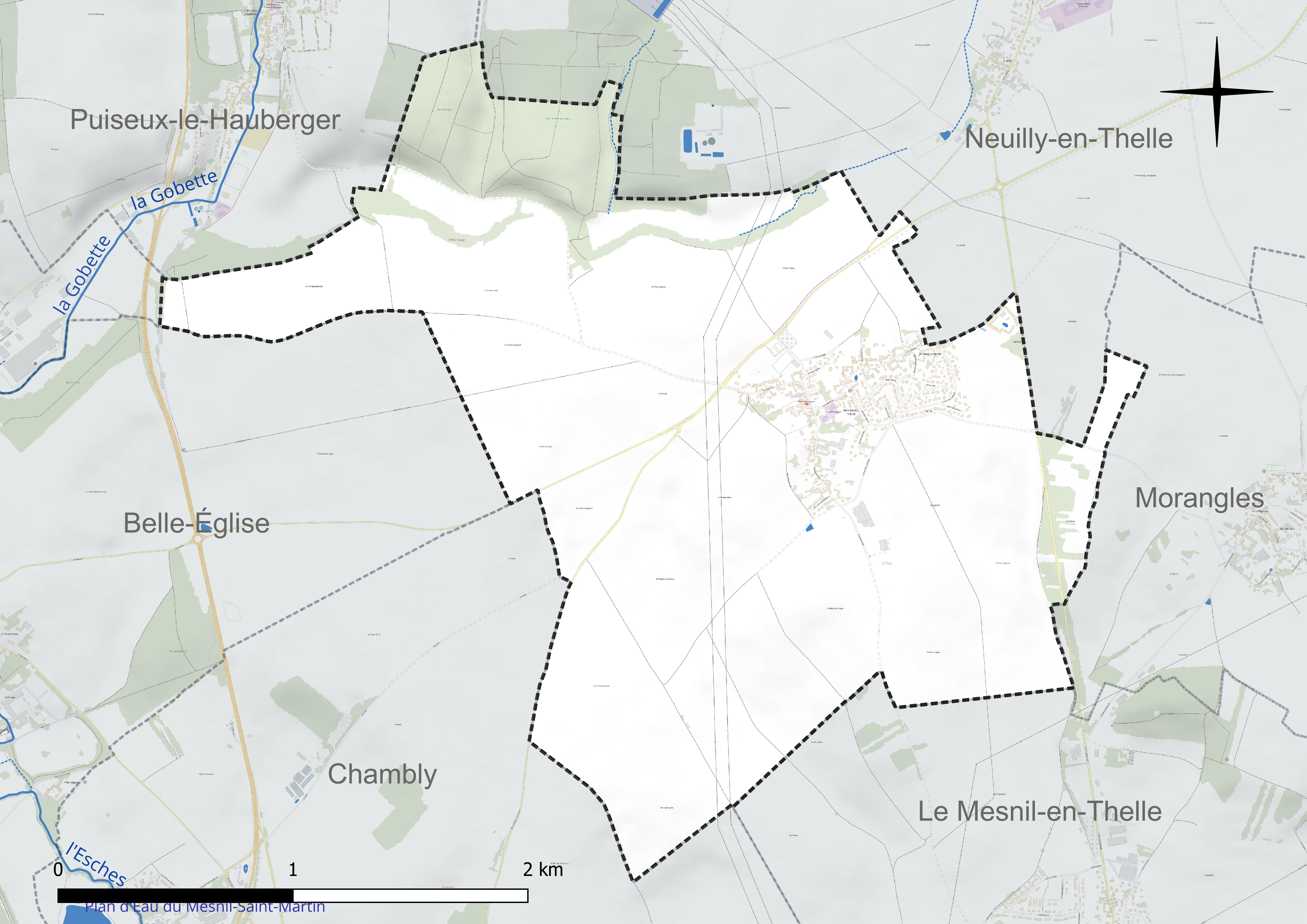
Réseau hydrographique de Fresnoy-en-Thelle.

### Climat
Pour des articles plus généraux, voir Climat des Hauts-de-France et Climat de l'Oise.
En 2010, le climat de la commune est de type climat océanique dégradé des plaines du Centre et du Nord, selon une étude du CNRS s'appuyant sur une série de données couvrant la période 1971-2000. En 2020, Météo-France publie une typologie des climats de la France métropolitaine dans laquelle la commune est exposée à un climat océanique et est dans la région climatique Sud-ouest du bassin Parisien, caractérisée par une faible pluviométrie, notamment au printemps (120 à 150 mm) et un hiver froid (3,5 °C).
Pour la période 1971-2000, la température annuelle moyenne est de 10,6 °C, avec une amplitude thermique annuelle de 14,6 °C. Le cumul annuel moyen de précipitations est de 688 mm, avec 11,5 jours de précipitations en janvier et 7,8 jours en juillet. Pour la période 1991-2020, la température moyenne annuelle observée sur la station météorologique la plus proche, située sur la commune de Creil à 17 km à vol d'oiseau, est de 11,2 °C et le cumul annuel moyen de précipitations est de 662,2 mm,. Pour l'avenir, les paramètres climatiques de la commune estimés pour 2050 selon différents scénarios d'émission de gaz à effet de serre sont consultables sur un site dédié publié par Météo-France en novembre 2022.

### Milieux naturels et biodiversité
Le territoire communal ne compte pas de ZNIEFF ou de zone Natura 2000. Toutefois, les bois, qui représentent  environ 5 % du territoire représentent un patrimoine écologique intéressant, et quatre ZNIEFF se trouvent à moins d'un kilomètre de la commune et concernent soit des massifs forestiers, soit des secteurs boisés au relief mouvementé (vallée sèche, coteau).

## Urbanisme

### Typologie
Au 1er janvier 2024, Fresnoy-en-Thelle est catégorisée petite ville, selon la nouvelle grille communale de densité à sept niveaux définie par l'Insee en 2022.
Elle est située hors unité urbaine. Par ailleurs la commune fait partie de l'aire d'attraction de Paris, dont elle est une commune de la couronne,.

### Occupation des sols
L'occupation des sols de la commune, telle qu'elle ressort de la base de données européenne d'occupation biophysique des sols Corine Land Cover (CLC), est marquée par l'importance des territoires agricoles (82,5 % en 2018), une proportion sensiblement équivalente à celle de 1990 (82,8 %). La répartition détaillée en 2018 est la suivante : 
terres arables (81,3 %), forêts (9,6 %), zones urbanisées (7,9 %), zones agricoles hétérogènes (1,2 %).
En 2000, la surface agricole utile (SAU) se répartit pour 489 hectares en terres labourables : 338 ha consacrés à la céréaliculture dont 233 ha à la culture du blé et 95 ha à la
culture du maïs. Le fermage représente environ 407 hectares. L'évolution de l'occupation des sols de la commune et de ses infrastructures peut être observée sur les différentes représentations cartographiques du territoire : la carte de Cassini (XVIIIe siècle), la carte d'état-major (1820-1866) et les cartes ou photos aériennes de l'IGN pour la période actuelle (1950 à aujourd'hui).

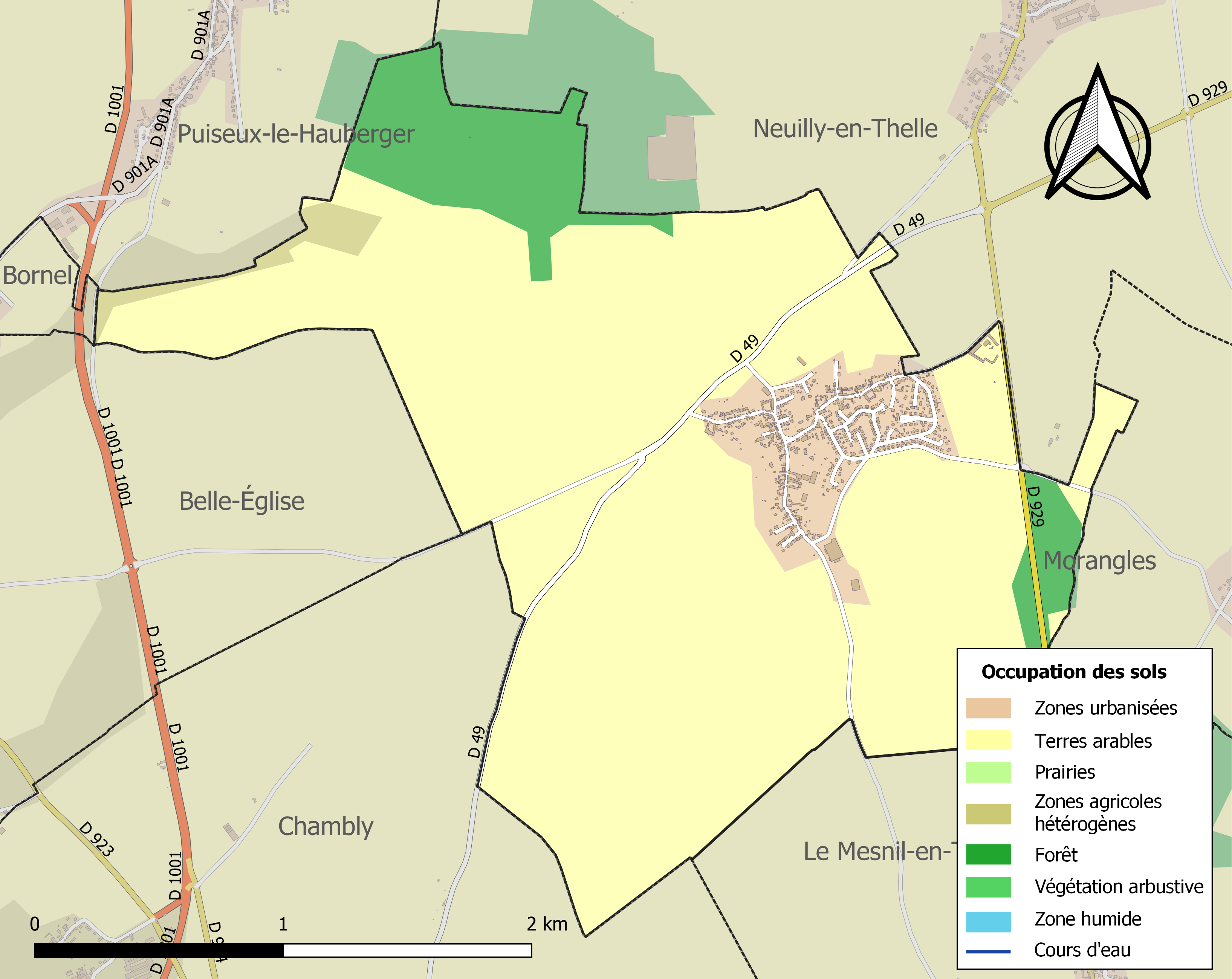
Carte des infrastructures et de l'occupation des sols de la commune en 2018 (CLC).

### Habitat et logement
En 2019, le nombre total de logements dans la commune était de 355, alors qu'il était de 351 en 2014 et de 341 en 2009.
Parmi ces logements, 96 % étaient des résidences principales, 1,4 % des résidences secondaires et 2,5 % des logements vacants. Ces logements étaient pour 95,1 % d'entre eux des maisons individuelles et pour 4,3 % des appartements.
Le tableau ci-dessous présente la typologie des logements à Fresnoy-en-Thelle en 2019 en comparaison avec celle de l'Oise et de la France entière. Une caractéristique marquante du parc de logements est ainsi une proportion de résidences secondaires et logements occasionnels (1,4 %) inférieure à celle du département (2,4 %) et  à celle de la France entière (9,7 %). Concernant le statut d'occupation de ces logements, 86,4 % des habitants de la commune sont propriétaires de leur logement (88,9 % en 2014), contre 61,4 % pour l'Oise et 57,5 pour la France entière.
| Typologie                                               | Fresnoy-en-Thelle | Oise | France entière |
| ------------------------------------------------------- | ----------------- | ---- | -------------- |
| Résidences principales (en %)                           | 96                | 90,4 | 82,1           |
| Résidences secondaires et logements occasionnels (en %) | 1,4               | 2,4  | 9,7            |
| Logements vacants (en %)                                | 2,5               | 7,1  | 8,2            |

### Voies de communication et transports
La commune est traversée par plusieurs routes départementales qui contournent le village : 
- L'ancienne route nationale 329, devenue RD 929, reliant  Neuilly-en-Thelle à Persan et Beaumont, met en communication la vallée du Thérain et celle de l'Oise. En 2003, on y comptait 5 000 véhicules/jour dont 10 % de poids-lourds.
- la RD 49 permet de rejoindre Chambly et supportait en 2003 un trafic de 2 000 véhicules/jour dont 3 % de poids-lourds.

Elle est tangentée à l'ouest par le tracé de l'ancienne route nationale 1 (actuelle RD 1001).
La station de chemin de fer la plus proche est la Gare de Bornel - Belle-Église située à 5 km environ et desservie par des trains TER Hauts-de-France qui effectuent des missions entre les gares de Paris-Nord et de Beauvais.
La commune est desservie, en 2023, par la ligne 1 du réseau Pass Thelle Bus et par les lignes 6131, 6132, 6138, 6201 et 6234 du réseau interurbain de l'Oise.

## Toponymie
Le lieu était nommé Fraxinetum en 686 et Frenel au XVe siècle.
Fresnoy est un toponyme français, forme picarde du français frênaie, issu du latin fraxinetum.
Le déterminant locatif Thelle s'explique par la situation de Crouy dans le Pays de Thelle, "inventé" par un cartographe du XVIIe siècle, dont l'origine s'explique en fait par la présence de la Forêt de Thelle.

## Histoire

### Moyen Âge
Louis Graves rapporte au XIXe siècle qu'on « prétend, mais sans preuve certaine, que ce lieu est celui nommé Fraxinetum donné à t'église de Saint-Germain-l'Auxerrois en 686 par Vandemir de Chanbly »
Mathieu III, comte de Beaumont, vers 1185, donne aux moines du prieuré Saint-Léonor, fondé à Beaumont par ses ancêtres, des terres à Fresnoy ainsi que des droits féodaux.
La seigneurie de Fresnoy, d'origine ancienne, était comprise dans le comté de Beaumont-sur-Oise

### Temps modernes
La seigneurie est érigée en marquisat en 1652 en faveur d'Henri de Fresnoy, fils ainé de Charles, seigneur de Fresnois et Neuilly-en-Thelle, lieutenant des chevaux-légers de la reine Marie de Médicis,.
Fresnoy appartient vers la fin du XVIIIe siècle à d'Avesne des Méloizes.

### Époque contemporaine
En 1842, le village compte deux marnières. On y trouve une école. « Lea trois-quarts de la population travaillent au dévidage et à la filature de la soie ».
De 1879 à 1959, le village est desservi par la gare de Fresnoy-Morangles sur le chemin de fer de Hermes à Beaumont, un chemin de fer secondaire à voie métrique.
|  |  |

Au XIXe siècle et au début du XXe siècle, l'activité économique de la commune est notamment représentée par la fabrication de boutons en poils de chèvre et la passementerie.

## Politique et administration

### Rattachements administratifs et électoraux

#### Rattachements administratifs
La commune se trouve  dans l'arrondissement de Beauvais du département de l'Oise.
Elle faisait partie depuis 1801 du canton de Neuilly-en-Thelle. Dans le cadre du redécoupage cantonal de 2014 en France, cette circonscription administrative territoriale a disparu, et le canton n'est plus qu'une circonscription électorale.

#### Rattachements électoraux
Pour les élections départementales, la commune fait partie depuis 2014 du canton de Méru
Pour l'élection des députés, elle fait partie de la troisième circonscription de l'Oise.

### Intercommunalité
La commune faisait partie de la communauté de communes du pays de Thelle, créée en 1996.
Dans le cadre des dispositions de la loi portant nouvelle organisation territoriale de la République (Loi NOTRe) du 7 août 2015, qui prévoit que les établissements publics de coopération intercommunale (EPCI) à fiscalité propre doivent avoir un minimum de 15 000 habitants, le préfet de l'Oise a publié en octobre 2015 un projet de nouveau schéma départemental de coopération intercommunale, qui prévoit la fusion de plusieurs intercommunalités, et en particulier  de la communauté de communes du Pays de Thelle et de la communauté de communes la Ruraloise, formant ainsi une intercommunalité de 42 communes et de 59 626 habitants,.
La nouvelle intercommunalité, dont est membre la commune et dénommée communauté de communes Thelloise, est créée par un arrêté préfectoral du 30 novembre 2016 qui a pris effet le 1er janvier 2017.

### Liste des maires
| Période                                  | Période                         | Identité       | Étiquette | Qualité                                                              |
| ---------------------------------------- | ------------------------------- | -------------- | --------- | -------------------------------------------------------------------- |
| Les données manquantes sont à compléter. |                                 |                |           |                                                                      |
| mars 1977                                | juin 2016                       | Denis Courboin |           | Agriculteur retraité Démissionnaire                                  |
| juin 2016                                | En cours (au 13 septembre 2022) | Marc Lamoureux | SE        | Agriculteur, gendre de Denis Courboin Réélu pour le mandat 2020-2026 |

## Équipements et services publics

### Eau et déchets
L'adduction d'eau est assurée en 2011 depuis un forage situé dans la vallée de la Gobette à Puiseux-le-Hauberger  par un syndicat qui regroupe 10 communes et délègue l'entretien et l'exploitation du réseau à la Lyonnaise des Eaux par contrat d'affermage.
L'assainissement des eaux usées est réalisé en 2011 par le syndicat intercommunal du Plateau du Thelle qui regroupe 6 communes et exploite la station d'épuration du Mesnil-en-Thelle.
Toujours en 2011, la collecte des ordures ménagères est assurée par l'intercommunalité, qui a confié l'ensemble des collectes à la Société SEPUR.

### Enseignement

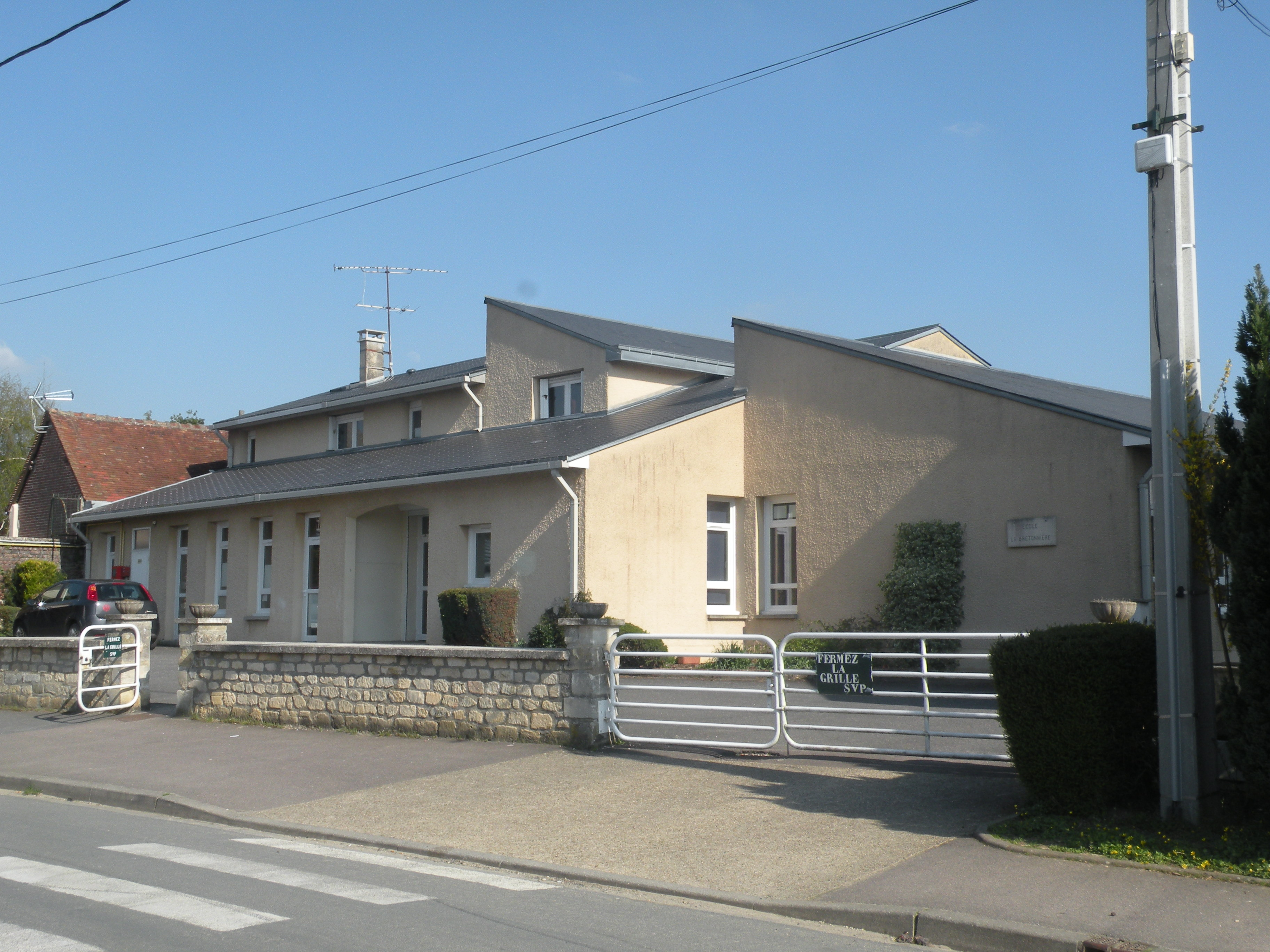
L'école.

Le village compte une école municipale, l'école de la Bretonnière, qui scolarise 103 élèves en 2016, ainsi  qu'un centre périscolaire avec halte-garderie et cantine construit en 2013.
La plupart des élèves poursuivent leurs études au collège de Neuilly-en-Thelle et aux lycées de Chambly.

### Équipements culturels
La commune dispose d'une bibliothèque.

## Population et société

### Démographie

#### Évolution démographique
L'évolution du nombre d'habitants est connue à travers les recensements de la population effectués dans la commune depuis 1793. Pour les communes de moins de 10 000 habitants, une enquête de recensement portant sur toute la population est réalisée tous les cinq ans, les populations de référence des années intermédiaires étant quant à elles estimées par interpolation ou extrapolation. Pour la commune, le premier recensement exhaustif entrant dans le cadre du nouveau dispositif a été réalisé en 2008.

En 2022, la commune comptait 874 habitants, en évolution de −5,82 % par rapport à 2016 (Oise : +0,87 %, France hors Mayotte : +2,11 %).
| 1793 | 1800 | 1806 | 1821 | 1831 | 1836 | 1841 | 1846 | 1851 |
| ---- | ---- | ---- | ---- | ---- | ---- | ---- | ---- | ---- |
| 369  | 385  | 374  | 352  | 363  | 363  | 381  | 386  | 404  |

| 1856 | 1861 | 1866 | 1872 | 1876 | 1881 | 1886 | 1891 | 1896 |
| ---- | ---- | ---- | ---- | ---- | ---- | ---- | ---- | ---- |
| 374  | 400  | 369  | 324  | 302  | 259  | 259  | 240  | 250  |

| 1901 | 1906 | 1911 | 1921 | 1926 | 1931 | 1936 | 1946 | 1954 |
| ---- | ---- | ---- | ---- | ---- | ---- | ---- | ---- | ---- |
| 247  | 274  | 276  | 303  | 295  | 290  | 261  | 245  | 282  |

| 1962 | 1968 | 1975 | 1982 | 1990 | 1999 | 2006 | 2008 | 2013 |
| ---- | ---- | ---- | ---- | ---- | ---- | ---- | ---- | ---- |
| 274  | 260  | 400  | 724  | 828  | 818  | 921  | 953  | 943  |

| 2018 | 2022 | - | - | - | - | - | - | - |
| ---- | ---- | - | - | - | - | - | - | - |
| 901  | 874  | - | - | - | - | - | - | - |

Depuis 1936, la commune a connu trois phases de développement : 
- une baisse de la population liée à l'exode rural, jusqu'en 1968,
- une phase de fort développement de l'habitat, en raison de réalisation des vastes opérations de lotissements, notamment celle du Casse Lanterne, réalisée en plusieurs tranches, qui permet le doublement de la population entre 1975 et 1990.
- L'urbanisation se poursuit sur un mode mieux maîtrisé, notamment avec l'aménagement du quartier de l'Église à la fin des années 2000.

#### Pyramide des âges
La population de la commune est relativement jeune.
En 2018, le taux de personnes d'un âge inférieur à 30 ans s'élève à 37,1 %, soit en dessous de la moyenne départementale (37,3 %). À l'inverse, le taux de personnes d'âge supérieur à 60 ans est de 19,2 % la même année, alors qu'il est de 22,8 % au niveau départemental.
En 2018, la commune comptait 440 hommes pour 461 femmes, soit un taux de 51,17 % de femmes, légèrement supérieur au taux départemental (51,11 %).
Les pyramides des âges de la commune et du département s'établissent comme suit.
| Hommes | Classe d’âge | Femmes |
| ------ | ------------ | ------ |
| 0,0    | 90 ou +      | 0,7    |
| 2,5    | 75-89 ans    | 3,5    |
| 16,1   | 60-74 ans    | 15,6   |
| 23,6   | 45-59 ans    | 23,2   |
| 20,7   | 30-44 ans    | 20,0   |
| 17,0   | 15-29 ans    | 17,1   |
| 20,0   | 0-14 ans     | 20,0   |

| Hommes | Classe d’âge | Femmes |
| ------ | ------------ | ------ |
| 0,5    | 90 ou +      | 1,4    |
| 5,5    | 75-89 ans    | 7,6    |
| 15,6   | 60-74 ans    | 16,3   |
| 20,8   | 45-59 ans    | 20     |
| 19,4   | 30-44 ans    | 19,4   |
| 17,6   | 15-29 ans    | 16,2   |
| 20,6   | 0-14 ans     | 19,1   |

## Économie
L'activité principale de la commune est l'agricultire. En 2010, la surface agricole utilisée (SAU) communale est de 511 hectares soit environ 82 % du territoire communal. La SAU utilisée par les exploitations ayant leur siège d'exploitation sur le territoire est alors de 493 hectares (soit près de 97 % de la SAU communale). Peu d'exploitants extérieurs cultivent des terres à Fresnoy-en-Thelle. On assiste à une réduction du nombre d'exploitations agricoles, passé de 10 en 1979 à 6 en 2010 et 4 en 2016, cultivant essentiellement : blé, betteraves, pommes de terre, colza et maïs..
L'entreprise Robert Juliat, qui produit des projecteurs de renommée internationale, est implantée dans la commune et y emploie environ 80 salariés.
Il n'y a plus, en 2016, de commerces de proximité au village, et les habitants se rendent en général dans les bourgs structurants locaux tels que Chambly et Neuilly-en-
Thelle pour leurs besoins quotidiens. Les autres activités sont constituées par  deux maçons, deux électriciens, deux chauffagistes.

## Culture locale et patrimoine

### Lieux et monuments
Fresnoy-en-Thelle ne compte aucun monument historique inscrit ou classé sur son territoire. On peut néanmoins noter :
- Église Saint-Nicolas, rue de Lamberval / rue de Morangles : Ses abords austères et sans grand caractère cachent un édifice de qualité du second quart du XIIe siècle et de la première moitié du XVIe siècle, qui est resté en partie inachevé, et a été malmené par le remaniement néo-classique de la façade, en 1758, et la démolition des parties hautes du clocher, après 1842. Elles ont été reconstruites sans style réel. 
Cependant, le transept, dont le croisillon sud n'a apparemment jamais été construit, et le chœur rectangulaire forment un ensemble homogène de la dernière période romane. Voûtées d'ogives dès l'origine, ces trois travées constituent un intéressant témoignage de la transition successive vers le style gothique. Ainsi, les arcs-doubleaux sont déjà en arc brisé, et les piliers fasciculés, bien hiérarchisés, présentent des colonnettes à chapiteaux très fines. 
La nef romane n'existe plus : elle est remplacée par la construction actuelle à la période gothique flamboyante. En cohérence avec le transept incomplet, elle n'est accompagnée que d'un unique bas-côté, au nord. Les cinq grandes arcades qui font communiquer les deux vaisseaux sont particulièrement représentatives de la création flamboyante de la région. Le voûtement d'ogives, initialement prévu comme l'indiquent les contreforts à l'extérieur, n'a finalement jamais été exécuté[2],[38].

- Le château de Lamberval  a été construit sur des bases du XIIe siècle. Détruit en 1818, il a été reconstruit depuis et se situe rue de Lamberval, à la sortie nord-est du village vers la RD 929[5].

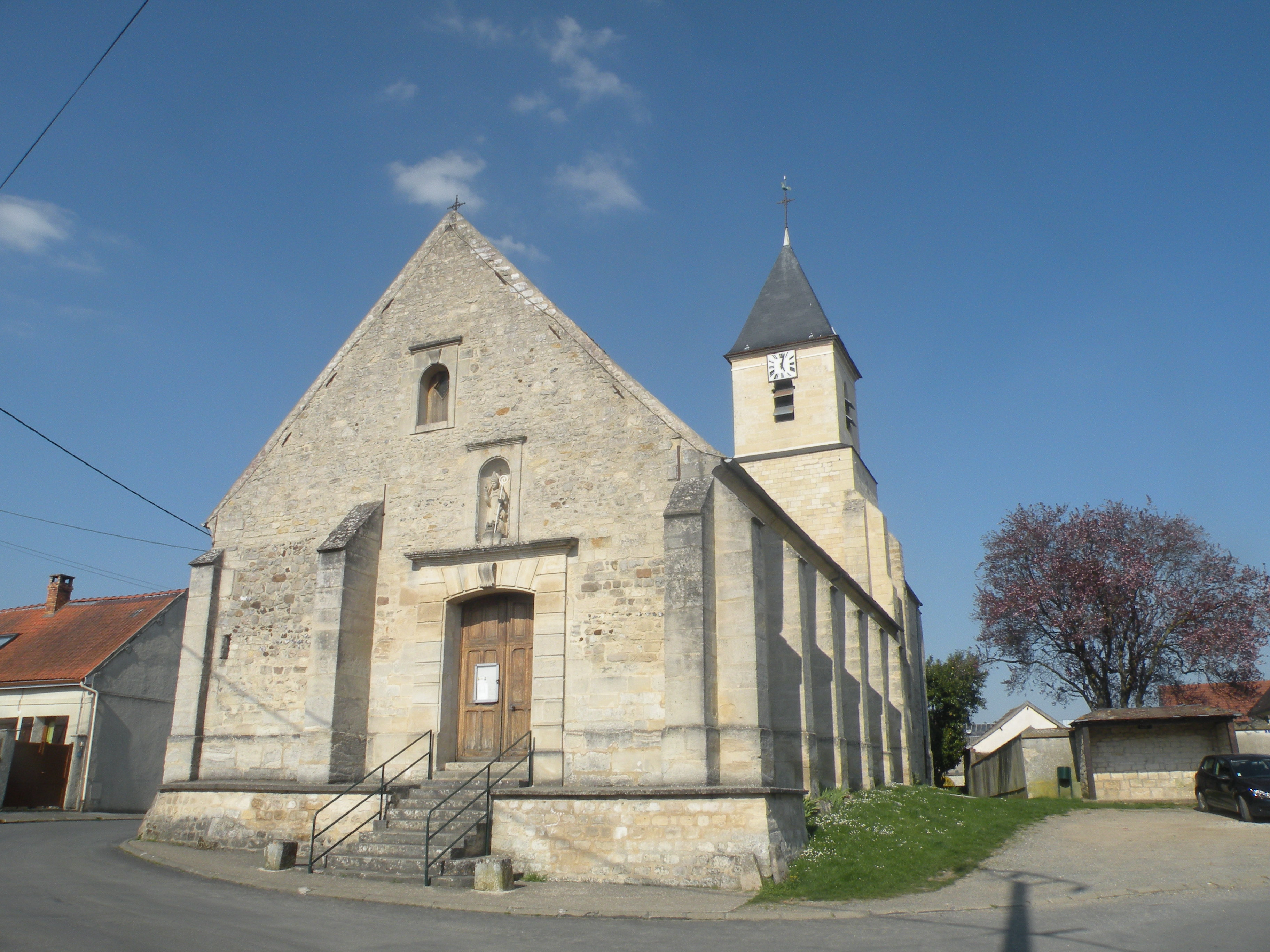
L'église Saint-Nicolas.
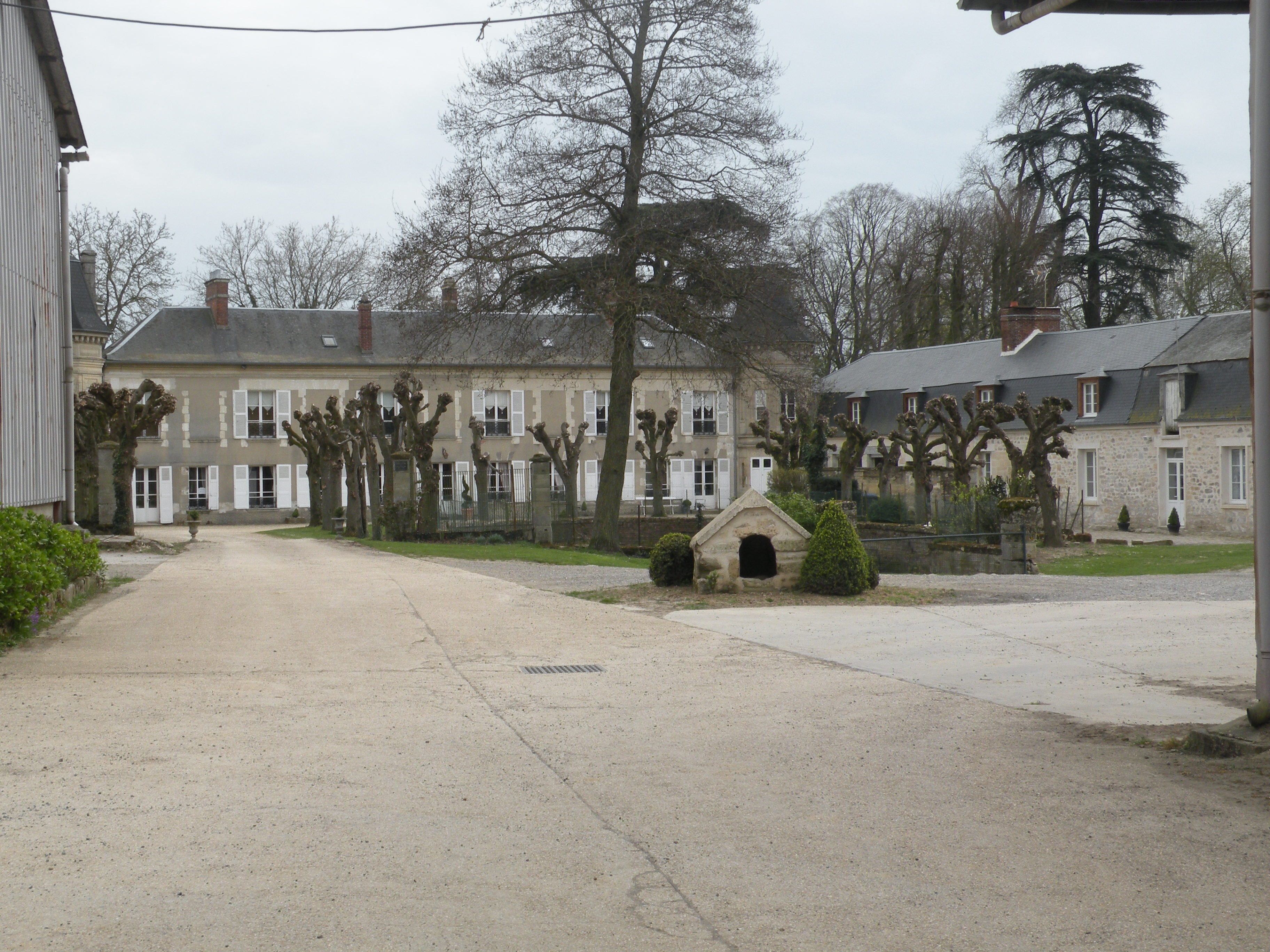
Le château.
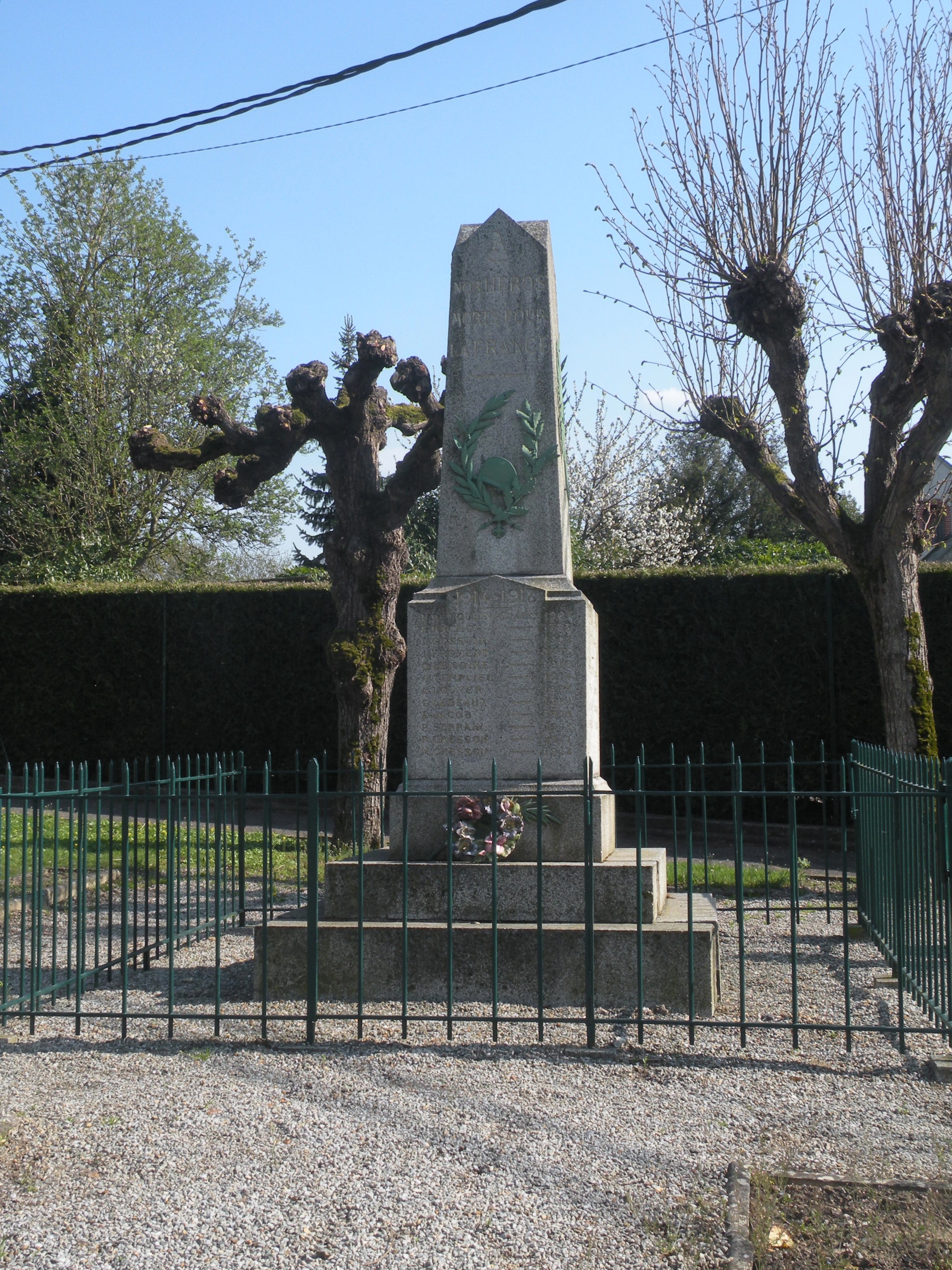
Le monument aux morts.
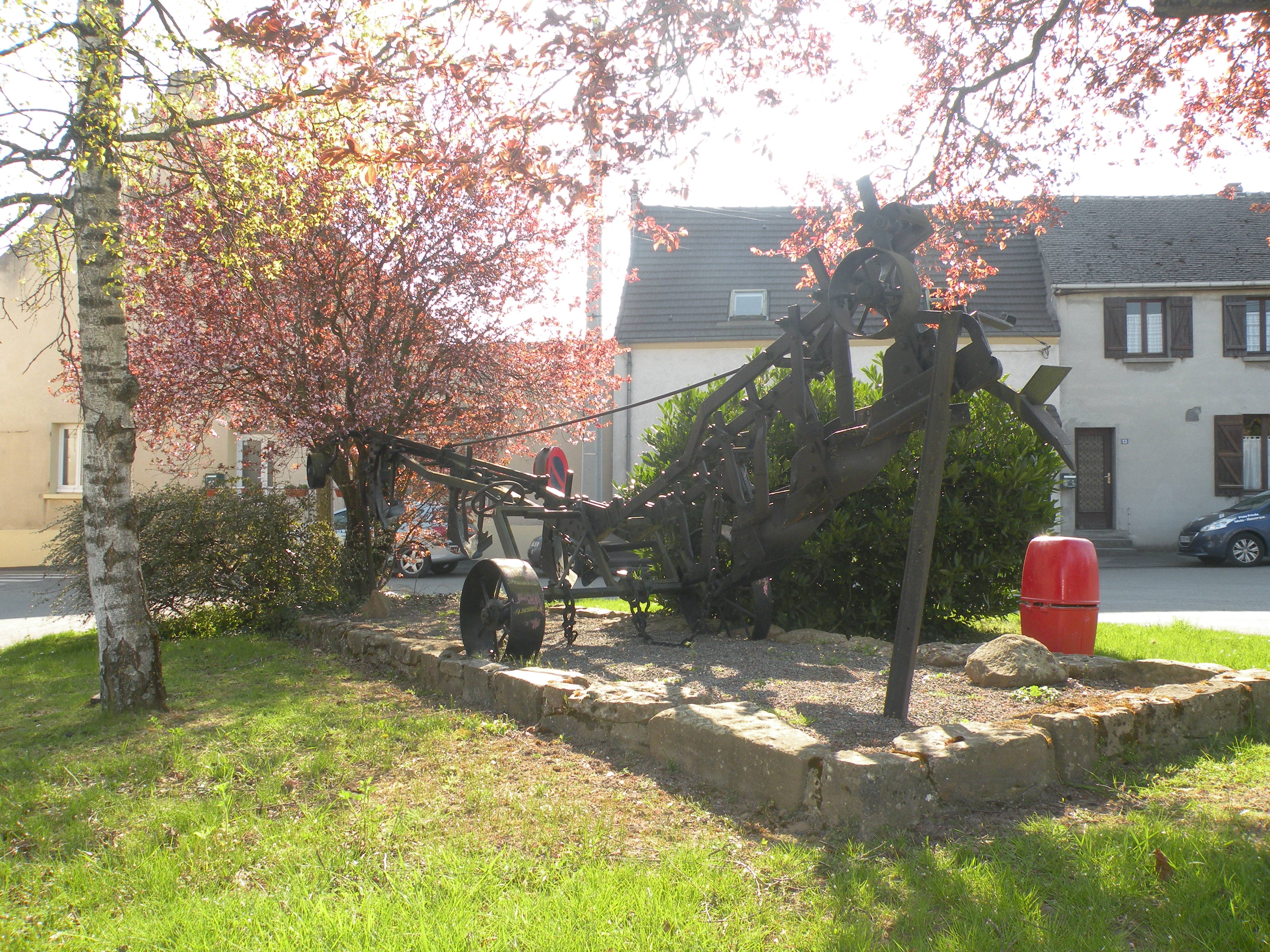
Charrue en monument.
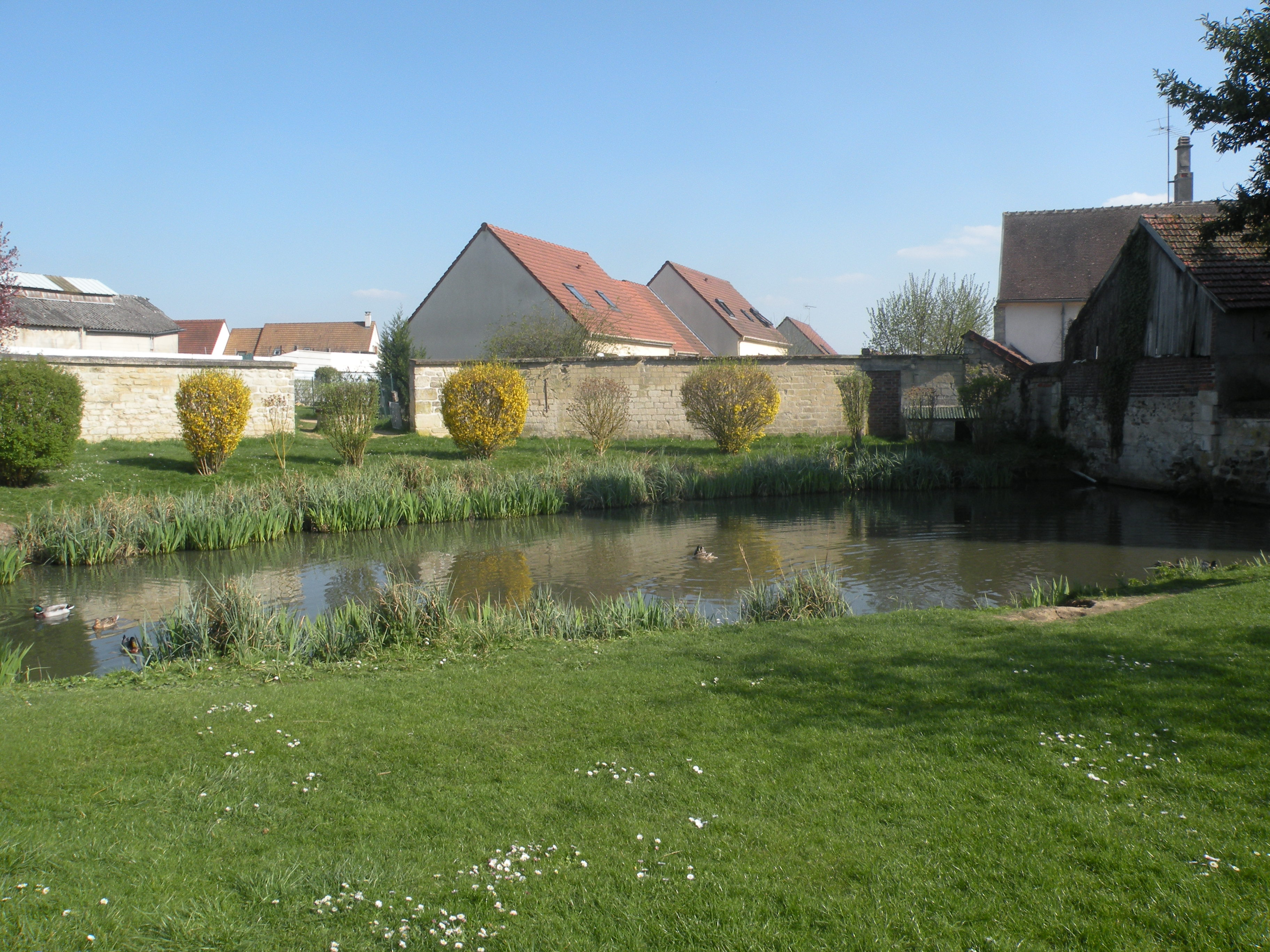
La mare.

### Héraldique
| Blason de Fresnoy-en-Thelle | Blason  | De sable au sautoir d'or cantonné en chef d'un frêne arraché, aux flancs de deux moutons affrontés et en pointe d'une canette, le tout d'argent. |
| Blason de Fresnoy-en-Thelle | Détails | Armes parlantes (Fresnoy → frêne). Le statut officiel du blason reste à déterminer.                                                              |